# Ciències ocultes
Les ciències ocultes és el conjunt de creences i pràctiques mistèriques que des de l'antiguitat pretenen penetrar i dominar els secrets de la natura i desenvolupar els poders ocults de l'ésser humà, però científicament no comprovables.
Es caracteritzen generalment pel seu hermetisme i per l'ambigüitat del seu llenguatge. Sovint tenen explicacions simples d'entendre per a fenòmens complexos o sense resposta científica. Són catalogades com a pseudociències per la comunitat científica, que les identifica amb els processos del pensament màgic i la superstició o desformats per un biaix cognitiu. Abans del desenvolupament sistemàtic del mètode científic la frontera entre coneixement i saber «ocult» i ciència científica era més fluixa. La florida de les ciències ocultes desassossega el món científic: les ciències ocultes semblen respondre a una necessitat de tenir respostes senzilles, completes i certituds dogmàtiques als neguits de l'home, als quals la ciència només pot donar respostes incompletes i provisionals.
Pensen respondre a la incertesa i curiositat que l'ésser humà per comprendre tot allò desconegut per la ciència o pel seu desig de transcendència espiritual. En aquest sentit, és important recalcar que part d'aquestes creences al·ludeixen al paganisme, raó per la qual l'Església catòlica ha estat una de les seves principals detractores. Va combatre amb igual vigor al llarg de la història, tant la ciència que arribava a conclusions no conformes amb la bíblia, com les ciències ocultes, que considerava com a productes del diable, sorgides amb el propòsit d'apartar els humans de la fe. Amb, per exemple a Barcelona, fogueres de llibres al segle xix i afusellaments sota el franquisme i el nacionalcatolicisme.
Aquests assumptes han suscitat la curiositat del públic des de fa molt de temps i s'ha creat un mercat de fires, literatura i botigues especialitzades en les ciències ocultes, caracteritzada pel gust pel misteri, la transcendència espiritual o les explicacions alternatives.

## Exemples de ciències ocultes
Entre els exemples més importants de ciències ocultes desenvolupades des de l'antiguitat, hi ha entre d'altres:
- Alquímia
- Astrologia
- Bruixeria
- Espagiria
- Espiritisme
- Gematria
- Grafologia
- Herbolària
- Lapidari
- Màgia
- Numerologia
- Ocultisme
- Parapsicologia
- Tarot
- Teoria de les signatures

- Endevinació (anomenades arts incertes pel metge suís Paracels)

- - Horoscòpia
  - Piromància
  - Hidromància
  - Geomància
  - Aeromància
  - Quiromància
  - Cartomància
  - Nigromància
  - Oniromància
  - Piscomància
  - Teomància
  - Espatulomància
  - Alectomancia
  - Alomància
  - Arfitomància
  - Oneomància
  - Ornitomància
  - Litomància
  - Metoposcòpia
  - Hepatoscòpia
  - Fisiognomia
  - Presagi
  - Auspici

## Les ciències ocultes i elNew Age
Dins del moviment denominat New Age, s'ha desenvolupat l'interès pel conjunt de diverses creences i de pràctiques que no necessàriament exclou l'interès per les anteriors. Les idees reformulades pels seus partidaris solen relacionar-se amb la medicina holística, les medicines alternatives o tradicionals i el misticisme. També s'hi inclouen nombroses ciències ocultes i pseudociències, perspectives generals sobre història, religió, espiritualitat, estils de vida i certs tipus de música. Alguns dels temes relacionats són:
- Aromateràpia
- Acupuntura
- Agroglifs
- Ayurveda
- Càbala
- Calendari maia
- Flors de Bach
- Karma
- Ioga
- Iridologia
- Musicoteràpia
- Lectura d'aures
- Nens indi
- Piramidologia
- Radioestèsia
- Reencarnació
- Reiki